# Bombelli (månekrater)
Bombelli er et lille nedslagskrater på Månen. Det befinder sig i højlandet nord for Sinus Successus på Månens forside og er opkaldt efter den italienske matematiker Raphael Bombelli (1526 – 1572).
Navnet blev officielt tildelt af den Internationale Astronomiske Union (IAU) i 1976. 
Før det blev omdøbt af IAU, hed dette krater "Apollonius T". 

## Omgivelser
Apolloniuskrateret ligger øst-sydøst for Bombelli.

## Karakteristika
Bembelli er et næsten cirkulært krater med et lille, udadgående fremspring mod syd-sydvest. Det har en lille kraterbund i midten af de skrånende vægge, og den udgør omkring en fjerdedel af kraterets diameter.